# Robert Lees
Pour les articles homonymes, voir Lees.
Robert Lees est un scénariste et acteur américain né le 10 juillet 1912 à San Francisco, Californie (États-Unis), décédé le 13 juin 2004 à Los Angeles (Californie).

## Biographie
Dans les années 1950, il fut l'une des victimes du maccarthysme et inscrit sur la liste noire du cinéma.
Il est mort décapité par un cambrioleur toxicomane.

## Filmographie

### comme scénariste
- 1936 : The Perfect Set-up
- 1936 : How to Behave
- 1936 : How to Train a Dog
- 1936 : How to Be a Detective
- 1937 : Penny Wisdom
- 1937 : A Night at the Movies
- 1937 : Decathlon Champion: The Story of Glenn Morris
- 1937 : Candid Cameramaniacs
- 1938 : Music Made Simple
- 1938 : An Evening Alone
- 1938 : The Story of Doctor Carver
- 1938 : It's in the Stars
- 1939 : An Hour for Lunch
- 1939 : Weather Wizards
- 1939 : Prophet Without Honor
- 1940 : Street of Memories
- 1940 : The Invisible Woman
- 1941 : Le Chat noir (The Black Cat), d'Albert S. Rogell
- 1941 : Bachelor Daddy
- 1941 : Fantômes en vadrouille (Hold That Ghost)
- 1942 : Juke Box Jenny
- 1943 : Deux Nigauds dans la neige (Hit the Ice)
- 1943 : Symphonie loufoque (Crazy House)
- 1947 : Deux nigauds démobilisés (Buck Privates Come Home)
- 1947 : The Wistful Widow of Wagon Gap
- 1948 : Deux Nigauds contre Frankenstein (Bud Abbott Lou Costello Meet Frankenstein)
- 1949 : Holiday in Havana (en)
- 1951 : Deux nigauds contre l'homme invisible (Abbott and Costello Meet the Invisible Man)
- 1951 : Deux Nigauds chez les barbus (Comin' Round the Mountain) de Charles Lamont
- 1952 : Jumping Jacks

### comme acteur
- 1931 : The Sin of Madelon Claudet
- 1932 : Grand Hotel : Bellboy
- 1932 : Rasputin and the Empress
- 1933 : Le Tourbillon de la danse : un danseur